# Donji Lović
Donji Lović – wieś w Chorwacji, w żupanii karlowackiej, w mieście Ozalj. W 2011 roku liczyła 20 mieszkańców.